# Sonata para piano n.º 2 (Schubert)

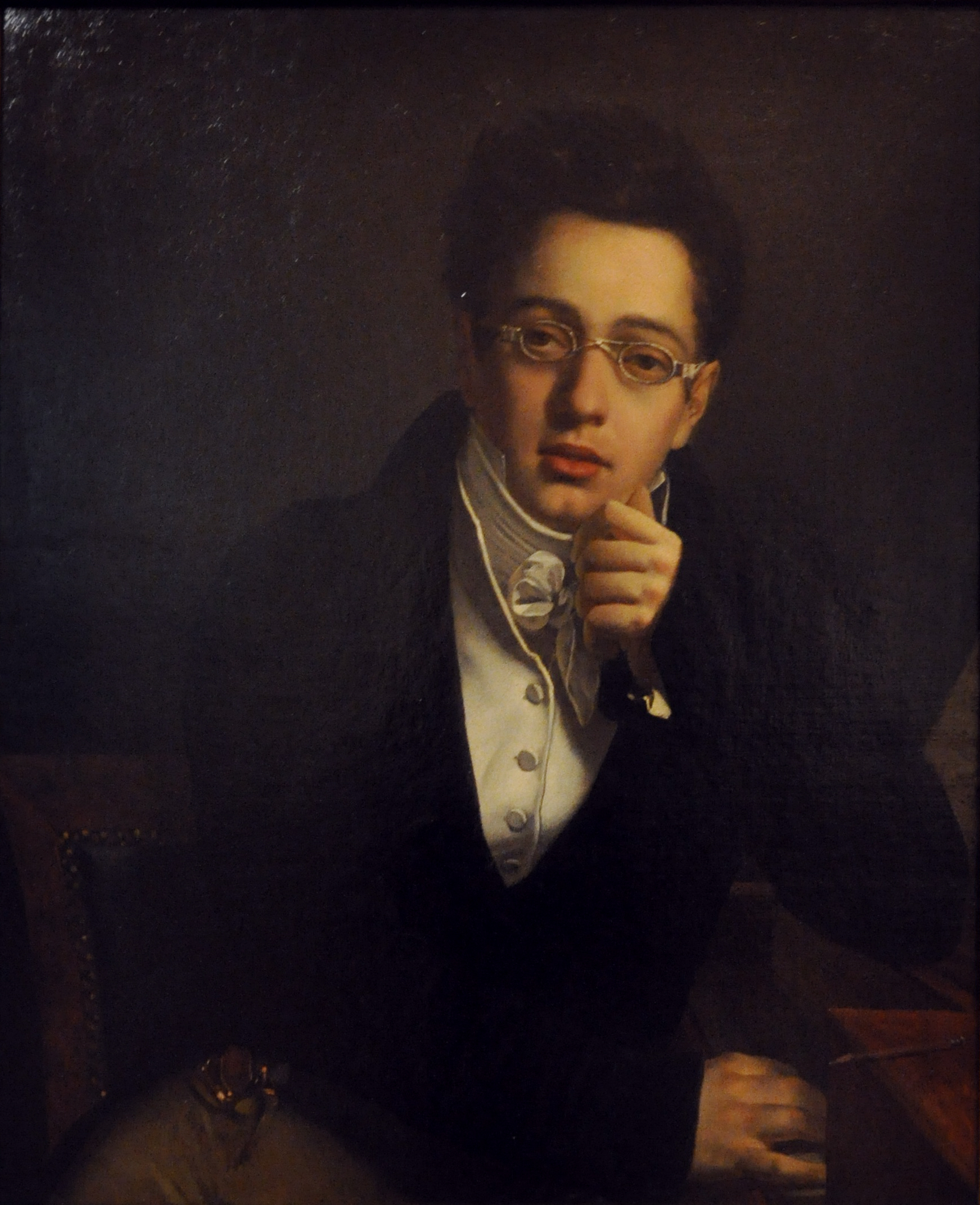
Posible retrato del joven Franz Schubert en 1814

La Sonata para piano núm. 2 en do mayor, D 279, es una obra para piano compuesta por Franz Schubert durante el mes de septiembre de 1815. La sonata consta de tres movimientos y por ello se considera que está incompleta porque le faltaría un cuarto movimiento. Se ha sugerido que el Allegretto en do mayor, D. 346, una pieza suelta, también inacabada, podría ser el movimiento final.

## Movimientos
Los movimientos de la Sonata para piano D 279 son:

### I. Allegro Moderato
En do mayor, con la recapitulación en la tonalidad de la subdominante, fa mayor

### II. Andante
En fa mayor.

### III. Minueto (Allegro vivace) - Trío
En la menor, con el trío en la mayor.
La pieza D. 277A es una versión ligeramente diferente del propio Minueto, con un Trío en fa mayor, diferente. La D. 277A probablemente es anterior a la formulación definitiva de la Sonata D 279.
A partir de 1928, cuando se celebró el centenario de la muerte de Schubert, varios expertos, como por ejemplo Walter Rehberg, han sugerido que la pieza suelta D. 346 podría ser el movimiento final de la Sonata D. 279:

### (IV. Allegretto D. 346)
Es un fragmento en do mayor que termina en el compás 231, cuando el segundo tema finaliza en fa menor.
En 1997, tanto Martino Tirimo como Paul Badura-Skoda publicaron una versión completa con este Allegretto, como cuarto movimiento de la Sonata D 279.
El año de composición de este Allegretto es incierto, pero se cree que sería probablemente en 1815, o 1816.
Un inicio abandonado de un Rondó en do mayor, D. 309A (mencionado en la pág. 173 en la versión del Catálogo Deutsch de 1978 pero sin asignarle un número, así que en varias publicaciones aparece como D deest), con fecha del 16 de octubre de 1815, es otro posible último movimiento de esta Sonata D. 279.

## Partitura
No existía ninguna publicación de esta obra anterior a la que aparece en la edición del Alte Gesammtausgabe (AGA) de Breitkopf & Härtel de finales del siglo XIX.

### Manuscritos
El autógrafo de la Sonata D 279 tiene el título de Sonate I, y tiene la fecha de septiembre de 1815 como período de composición. El autógrafo de la pieza D. 346 no tiene ninguna fecha. Ambos autógrafos están en la biblioteca de la ciudad de Viena, y pueden ser consultados online en la web Schubert-Autographs.
El autógrafo de la pieza D. 277A ha desaparecido, pero existe una copia del manuscrito de Eusebius Mandyczewski. El autógrafo del fragmento D 309A tiene sólo seis compases, y está completamente tachado por Schubert. Este autógrafo, sobre la segunda versión del autógrafo de D 310, está en la Biblioteca Nacional de Austria, y está disponible en su web.

### Primera publicación
La sonata D 279 fue publicada primero en 1888 como núm. 2 en el volumen de Sonatas para Piano (Serie X) de la Kritisch durchgesehene Gesammtausgabe. El segundo volumen del Suplemento (XXI de la Serie) contiene el fragmento D. 346. El fragmento D. 277A fue publicado primero por Otto Erich Deutsch en 1925.

### Ediciones Urtext
Dos ediciones Urtext fueron publicadas en 1997: Paul Badura-Skoda (Henle) completó la Sonata en do mayor D 279 con el Allegretto D 346, y pone la D 277A en un apéndice. La otra publicación de Sonata, del mismo año, es de Martino Tirimo (Wiener Urtext).

### Neue Schubert-Ausgabe (NSA)
El Neue Schubert-Ausgabe pone la D 279 en el volumen VII/2/1. El fragmento del Rondó D. 309A aparece en un apéndice de esta publicación. Los fragmentos D. 277A y D. 346 están dentro del volumen VII/2/4.

## Interpretaciones
La obra, incluyendo el Finale D 346, dura aproximadamente 20 minutos.
Tamara Rumiantsev realizó una grabación en diciembre del año 2000 en la que interpreta Sonata con el añadido de Allegretto D. 346 como finale. También Bart Berman grabó la sonata con esa conclusión.